# Їв Пажо
Їв Пажо (фр. Yves Pajot, 20 квітня 1952) — французький яхтсмен.
Срібний призер Олімпійських Ігор 1972 року в класі Летючий голандець. Учасник Олімпійських Ігор 1976 року.